# Norveško morje
Norveško morje (norveško Norskehavet; islandsko Noregshaf) je robno morje Arktičnega oceana, ki ga obkrožajo Grenlandsko morje na severozahodu, Barentsovo morje na severovzhodu, Norveška na jugovzhodu in Severno morje na jugu, na jugozahodu pa ga greben med Ferskimi otoki ter Islandijo loči od Atlantskega oceana.
Za razliko od mnogih drugih morij večina dna Norveškega morja ni del epikontinentalnega pasu in zato leži na veliki globini v povprečju približno dva kilometra. Pod morskim dnom so bogata nahajališča nafte in zemeljskega plina, ki se komercialno raziskujejo na območjih z globino morja do približno enega kilometra. Obalna območja so bogata z ribami, ki obiščejo Norveško morje iz severnega Atlantika ali Barentsovega morja (trske) zaradi drstenja. Topel severnoatlantski tok zagotavlja razmeroma stabilne in visoke temperature vode, tako da je za razliko od arktičnih morij Norveško morje vse leto brez ledu. Nedavne raziskave so pokazale, da je velika količina vode v Norveškem morju z veliko sposobnostjo absorpcije toplote pomembnejša kot vir milih zim na Norveškem kot Zalivski tok in njegovi podaljški.

## Obseg
Po opredelitvi Mednarodne hidrografske organizacije so meje Norveškega morja:
Na severovzhodu: črta med najjužnejšo konico Zahodnih Spitsbergov in severnim rtom Medvedjega otoka, preko otoka do rta Bull in od tam do Nordkapa na Norveškem (25°45'E).
Na jugovzhodu: zahodna obala Norveške od Nordkapa do rta Stadt (62°10′N 5°00′E / 62.167°N 5.000°E).
Na jugu: od točke na norveški obali pri 61 ° severne zemljepisne širine po vzporedniku do 0°53' zahodne zemljepisne dolžine, od tam po ravni črti do skrajne severovzhodne točke otoka Fuglö (Ferski otoki, 62°21′N 6°15′W / 62.350°N 6.250°W) in prek njega do skrajne vzhodne točke rta Gerpir na Islandiji (65°05′N 13°30′W / 65.083°N 13.500°W).
Na zahodu: jugovzhodni rob Grenlandskega morja [Črta med skrajno južno točko Zahodnih Spitsbergov in skrajno severno točko otoka Jan Mayen, potem ob zahodni obali tega otoka do njegove skrajno južne točke, od tam po ravni črti do skrajne vzhodne točke rta Gerpir na Islandiji.

## Nastanek in geografija
Norveško morje je nastalo pred približno 250 milijoni let, ko sta se Evrazijska plošča Norveške in Severnoameriška plošča, vključno z Grenlandijo, začeli razmikati. Obstoječe ozko morje med Norveško in Grenlandijo se je začelo širiti in poglabljati. Sedanje celinsko pobočje v Norveškem morju označuje mejo med Norveško in Grenlandijo, kot je stala pred približno 250 milijoni let. Na severu se razteza vzhodno od Svalbarda in na jugozahodu med Britanijo in Ferskimi otoki. To celinsko pobočje vsebuje bogata ribolovna območja in številne koralne grebene. Posedanje pasu po ločitvi celin je povzročilo zemeljske plazove, kot je plaz Storegga pred približno 8000 leti, ki je povzročil velik cunami.
Obale Norveškega morja so se oblikovale v zadnji ledeni dobi. Veliki več kilometrov visoki ledeniki, potisnjeni v kopno, so oblikovali fjorde, odnašali skorjo v morje in s tem razširili celinska pobočja. To je še posebej jasno ob norveški obali vzdolž Helgelanda in severno do Lofotov. Norveški epikontinentalni pas je širok od 40 do 200 kilometrov in ima drugačno obliko od polic v Severnem in Barentsovem morju. Vsebuje številne jarke in nepravilne vrhove, ki imajo običajno amplitudo manj kot 100 metrov, lahko pa dosežejo tudi do 400 metrov. Pokriti so z mešanico gramoza, peska in mulja, rove pa ribe uporabljajo kot drstišča. Globlje v morje sta med planoto Vøring in otokom Jan Mayen dve globoki kotlini, ločeni z nizkim grebenom (njegova najgloblja točka je 3000 m). Južni bazen je večji in globlji, z velikimi območji med 3500 in 4000 metri globine. Severni bazen je plitvejši na 3200–3300 metrih, vendar vsebuje veliko posameznih mest, ki segajo do 3500 metrov. Podmorski pragovi in celinska pobočja označujejo meje teh kotlin s sosednjimi morji. Na jugu ležita evropski epikontinentalni pas in Severno morje, na vzhodu je evrazijski epikontinentalni pas z Barentsovim morjem. Na zahodu Škotsko-Grenlandski greben ločuje Norveško morje od Severnega Atlantika. Ta greben je v povprečju globok le 500 metrov, le na nekaterih mestih doseže globino 850 metrov. Na severu ležita greben Jan Mayen in Mohns Ridge, ki ležita na globini 2000 metrov, nekateri jarki pa segajo do globine približno 2600 metrov.

## Hidrologija
Štiri velike vodne mase, ki izvirajo iz Atlantskega in Arktičnega oceana, se srečajo v Norveškem morju in povezani tokovi so temeljnega pomena za globalno podnebje. Topel, slan Severnoatlantski tok priteka iz Atlantskega oceana, hladnejši in manj slan Norveški tok pa izvira iz Severnega morja. Tako imenovani Vzhodnoislandski tok prenaša hladno vodo južno od Norveškega morja proti Islandiji in nato proti vzhodu, vzdolž arktičnega kroga; ta tok se pojavi v srednji plasti vode. Globoka voda teče v Norveško morje iz Grenlandskega morja. Plimovanje v morju je poldnevno; to pomeni, da se dvignejo dvakrat na dan, do višine približno 3,3 metra.

### Površinski tokovi
Hidrologijo zgornjih vodnih plasti v veliki meri določa tok iz severnega Atlantika. Doseže hitrost 10 Sv (1 Sv = milijon m3/s), največja globina pa je 700 metrov na Lofotih, običajno pa je znotraj 500 metrov. Del tega prihaja skozi Fersko-Shetlandski kanal in ima sorazmerno visoko slanost 35,3‰ (delcev na tisoč). Ta tok izvira iz Severnoatlantskega toka in poteka vzdolž evropskega celinskega pobočja; povečano izhlapevanje zaradi toplega evropskega podnebja povzroči povišano slanost. Drugi del poteka skozi grenlandsko-škotski jarek med Ferskimi otoki in Islandijo; ta voda ima povprečno slanost med 35 in 35,2‰. Pretok kaže močne sezonske spremembe in je lahko dvakrat večji pozimi kot poleti. Medtem ko ima v Fersko-Shetlandskem kanalu temperaturo približno 9,5 °C; ohladi se na približno 5 °C na Svalbardu in sprosti to energijo (približno 250 teravatov) v okolje.
Tok, ki teče iz Severnega morja, izvira iz Baltskega morja in tako zbira večino drenaže iz severne Evrope; vendar je ta prispevek razmeroma majhen. Temperatura in slanost tega toka kažeta močna sezonska in letna nihanja. Dolgoročne meritve znotraj zgornjih 50 metrov blizu obale kažejo najvišjo temperaturo 11,2 °C na 63° S vzporedniku septembra in najmanj 3,9 °C na Norkapu marca. Slanost se giblje med 34,3 in 34,6‰ in je najmanjša spomladi zaradi dotoka stopljenega snega iz rek. Največje reke, ki se izlivajo v morje, so Namsen, Ranelva in Vefsna. Vse so razmeroma kratke, vendar imajo zaradi svoje strme gorske narave visoko stopnjo praznjenja.
Del tople površinske vode teče neposredno, znotraj Zahodnega Spitsbergenskega toka, iz Atlantskega oceana, ob Grenlandskem morju, v Arktični ocean. Ta tok ima hitrost 3–5 Sv in ima velik vpliv na podnebje. Ostale površinske vode (~1 Sv) tečejo ob norveški obali v smeri proti Barentsovemu morju. Ta voda se lahko dovolj ohladi v Norveškem morju, da se potopi v globlje plasti; tam izpodriva vodo, ki teče nazaj v severni Atlantik.
Arktična voda iz vzhodnoislandskega toka je večinoma v jugozahodnem delu morja, blizu Grenlandije. Njene lastnosti kažejo tudi znatna letna nihanja, pri čemer je dolgoletna povprečna temperatura pod 3 °C in slanost med 34,7 in 34,9‰. Delež te vode na morski gladini je odvisen od moči toka, ta pa od razlike v tlaku med islandskim nizkim in azorskim visokim: večja kot je razlika, močnejši je tok.

### Globokomorski tokovi
Norveško morje je povezano z Grenlandskim morjem in Arktičnim oceanom z 2600 metrov globoko Framsko ožino. Globoka voda norveškega morja (NSDW) se pojavlja v globinah nad 2000 metrov; ta homogena plast s slanostjo 34,91‰ se malo izmenjuje s sosednjimi morji. Njegova temperatura je pod 0 °C in pade na –1 °C na dnu oceana. V primerjavi z globokimi vodami okoliških morij ima NSDW več hranilnih snovi, a manj kisika in je relativno star.
Šibka globokomorska izmenjava z Atlantskim oceanom je posledica majhne globine razmeroma ravnega grenlandsko-škotskega grebena med Škotsko in Grenlandijo, odcepa Srednjeatlantskega grebena. Samo štiri območja Grenlandsko-Škotskega grebena so globlja od 500 metrov: kanal Faroe-Bank (približno 850 metrov), nekateri deli Islandsko-Ferskega grebena (približno 600 metrov), greben Wyville-Thomson (620 metrov), in območja med Grenlandijo in Dansko ožino (850 metrov) – to je veliko plitvejše od Norveškega morja. Hladna globoka voda teče v Atlantik skozi različne kanale: približno 1,9 Sv skozi kanal Ferski breg, 1,1 Sv skozi kanal Islandija-Ferski otoki in 0,1 Sv preko Wyville-Thomsonovega grebena. Turbulenca, ki nastane, ko globoka voda pade za Grenlandsko-Škotskim grebenom v globoko atlantsko kotlino, premeša sosednje vodne plasti in tvori severnoatlantsko globoko vodo, enega od dveh velikih globokomorskih tokov, ki globokemu oceanu zagotavlja kisik.

## Podnebje
Termohalinsko kroženje vpliva na podnebje v Norveškem morju, regionalno podnebje pa lahko bistveno odstopa od povprečja. Med morjem in obalo je razlika okoli 10 °C. Temperature so se med letoma 1920 in 1960 dvignile, pogostost neviht pa se je v tem obdobju zmanjšala. Nevihta je bila med letoma 1880 in 1910 razmeroma visoka, v letih 1910–1960 se je občutno zmanjšala in se nato povrnila na prvotno raven.
V nasprotju z Grenlandskim in Arktičnim morjem je Norveško morje zaradi toplih tokov vse leto brez ledu. Konvekcija med relativno toplo vodo in hladnim zrakom pozimi igra pomembno vlogo v arktičnem podnebju. Julijska izoterma 10 stopinj (temperaturna črta zraka) poteka skozi severno mejo Norveškega morja in se pogosto jemlje kot južna meja Arktike. Pozimi ima Norveško morje na splošno najnižji zračni tlak v celotni Arktiki in kjer nastane večina islandskih nizkih depresij. Temperatura vode v večjem delu morja je februarja 2–7 °C, avgusta pa 8–12 °C.

## Rastlinstvo in živalstvo
Norveško morje je prehodno območje med borealnimi in arktičnimi razmerami, zato vsebuje rastlinstvo in živalstvo, značilno za obe podnebni regiji. Južna meja številnih arktičnih vrst poteka skozi Nordkap, Islandijo in središče Norveškega morja, medtem ko je severna meja borealnih vrst  blizu meja Grenlandskega morja z Norveškim morjem in Barentsovim morjem; to pomeni, da se ta področja prekrivajo. Nekatere vrste, kot sta islandska pokrovača (Chlamys islandica) in kapelan (Mallotus villosus), po navadi zasedajo to območje med Atlantskim in Arktičnim oceanom.

### Plankton in organizmi morskega dna
Večina vodnega življenja v Norveškem morju je skoncentrirana v zgornjih plasteh. Ocene za celoten severni Atlantik so, da se samo 2 % biomase proizvede v globinah pod 1000 metrov in le 1,2 % se pojavi v bližini morskega dna.
V cvetenju fitoplanktona prevladuje klorofil in doseže vrhunec okoli 20. maja. Glavne oblike fitoplanktona so diatomeje, zlasti rodu Thalassiosira in Chaetoceros. Po spomladanskem cvetenju prevladujejo haptofiti iz rodu Phaecocystis pouchetti.
- Hyperiidea
- Kozica Pandalus borealis
- Lophelia pertusa
- Meganyctiphanes norvegica

Zooplankton večinoma predstavljata ceponožce Calanus finmarchicus in Calanus hyperboreus, pri čemer se prvi pojavlja približno štirikrat pogosteje kot drugi in ga večinoma najdemo v atlantskih tokovih, medtem ko C. hyperboreus prevladuje v vodah Arktike; so glavna prehrana večine morskih plenilcev. Najpomembnejše vrste krila so Meganyctiphanes norvegica, Thyssanoessa inermis in Thyssanoessa longicaudata. V nasprotju z Grenlandskim morjem je v Norveškem morju precejšnja prisotnost apnenčastega planktona (Coccolitophore in Globigerinida). Proizvodnja planktona med leti močno niha. Na primer, pridelek C. finmarchicus je leta 1995 znašal 28 g/m² (suha teža), leta 1997 pa samo 8 g/m²; to je ustrezno vplivalo na populacijo vseh njegovih plenilcev.
Kozice vrste Pandalus borealis imajo pomembno vlogo v prehrani rib, zlasti trske in sinjega mola, in se večinoma pojavljajo v globinah med 200 in 300 metri. Posebnost Norveškega morja so obsežni koralni grebeni Lophelia pertusa, ki dajejo zavetje različnim vrstam rib. Čeprav so te korale razširjene na številnih obrobnih območjih severnega Atlantika, nikoli ne dosežejo takšnih količin in koncentracij kot na norveških celinskih pobočjih. Vendar pa so ogroženi zaradi naraščajočega ribolova z vlečno mrežo, ki mehansko uničuje koralne grebene.

### Ribe
Norveške obalne vode so najpomembnejše drstišče populacij sleda v severnem Atlantiku, izvalitev pa se zgodi marca. Ikre priplavajo na površje in jih severni tok odplavi z obale. Medtem ko majhna populacija sleda ostaja v fjordih in ob severni norveški obali, večina preživi poletje v Barentsovem morju, kjer se prehranjuje z bogatim planktonom. Ko doseže puberteto, se sled vrne v Norveško morje. Stalež sleda se med leti zelo razlikuje. V 1920-ih se je zaradi milejšega podnebja povečal in nato v naslednjih desetletjih do leta 1970 propadel; zmanjšanje pa je vsaj delno povzročil prelov. Biomasa mladih izleženih sledov se je zmanjšala z 11 milijonov ton leta 1956 na skoraj nič leta 1970, kar ni vplivalo samo na ekosistem Norveškega morja, ampak tudi Barentsovega morja.
Uveljavljanje okoljskih in ribiških predpisov je povzročilo delno obnovitev populacije sleda od leta 1987. To okrevanje je spremljalo zmanjšanje staležev kapelana in trske. Medtem ko je kapelin imel koristi od zmanjšanega ribolova, je dvig temperature v 1980-ih in tekmovanje s sledom za hrano povzročilo skorajšnje izginotje mladih kapelanov iz Norveškega morja. Medtem so starejšo populacijo kapelanov hitro izlovili. To je tudi zmanjšalo populacijo trske – glavnega plenilca kapelana – saj je bilo število sledov še vedno premajhno, da bi nadomestilo kapelana v prehrani trske.
Sinjemu molu (Micromesistius poutassou) je upad staleža sleda in kapelana koristil, saj je prevzel vlogo glavnega plenilca planktona. Sinji mol se drsti v bližini Britanskega otočja. Morski tokovi nosijo njihova jajčeca v Norveško morje, kamor priplavajo tudi odrasli, da bi izkoristili zalogo hrane. Mladi preživijo poletje in zimo do februarja v norveških obalnih vodah, nato pa se vrnejo v toplejše vode zahodno od Škotske. Norveška arktična trska se večinoma pojavlja v Barentsovem morju in na arhipelagu Svalbard. V preostalem delu Norveškega morja jo najdemo le med sezono razmnoževanja na Lofotih, medtem ko se saj (pollachius virens) in vahnja drstita v obalnih vodah. Skuša je pomembna komercialna riba. Koralne grebene naseljujejo različne vrste iz rodu Sebastes.

### Sesalci in ptice
V Norveškem morju je prisotnih precejšnje število ščukastih kitov, grbavcev, zajvalov in ork, v obalnih vodah pa se pojavlja belokljuni pisani delfin. Orke in nekateri drugi kiti v poletnih mesecih obiskujejo morje zaradi hranjenja; njihova populacija je tesno povezana s staleži sleda in sledijo jatam sleda v morju. S skupno populacijo približno 110.000 ščukastih kitov so daleč najpogostejši kiti v morju. Lovita jih Norveška in Islandija, s kvoto približno 1000 letno na Norveškem. V nasprotju s preteklostjo se dandanes uživa predvsem njihovo meso, ne pa maščobe in olje.
Grenlandski kit je bil včasih velik planktonski plenilec, vendar je po intenzivnem kitolovu v 19. stoletju skoraj izginil iz Norveškega morja in je bil začasno izumrl v celotnem severnem Atlantiku. Podobno je sinji kit nekoč tvoril velike skupine med Jan Mayenom in Svalbardom, vendar je danes komajda prisoten. Opazovanja severnega račjega kita v Norveškem morju so redko. Druge velike morske živali so kapičasti tjulen in grenlandski tjulen ter lignji.
Pomembne vrste vodnih ptic Norveškega morja so mormon, galebi in navadna lumna. Mormoni in lumne so prav tako trpeli zaradi propada populacije sleda, zlasti mormoni na Lofotih. Slednji skorajda niso imeli alternative sledu in njihova populacija se je med letoma 1969 in 1987 približno prepolovila.

## Človeške dejavnosti
Norveška, Islandija in Danska/Ferski otoki si delijo teritorialne vode Norveškega morja, pri čemer največji del pripada prvi. Norveška je od leta 2004 zahtevala mejo dvanajstih milj kot teritorialne vode in izključno gospodarsko cono 200 milj od leta 1976. Posledično zaradi norveških otokov Svalbard in Jan Mayen jugovzhodni, severovzhodni in severozahodni rob morja sodijo v Norveško. Jugozahodno mejo delita Islandija in Danska/Ferski otoki.
Glede na Føroyingasøga so nordijski naseljenci prispeli na otoke okoli 8. stoletja. Kralj Harald Lepolasi velja za gonilno silo za kolonizacijo teh in drugih otokov v norveškem morju.
Največjo škodo so Norveškemu morju povzročili obsežen ribolov, kitolov in onesnaženje. Druga kontaminacija je večinoma z nafto in strupenimi snovmi, pa tudi z velikim številom ladij, potopljenih med obema svetovnima vojnama. Varstvo okolja Norveškega morja v glavnem ureja Konvencija OSPAR.